# Die Csardasfürstin (1951)
Die Csardasfürstin ist eine deutsche Operettenverfilmung von Georg Jacoby aus dem Jahr 1951 frei nach der Operette Die Csárdásfürstin von Emmerich Kálmán.

## Handlung
Die ungarische Chansonnière Sylva Varescu wird von Boni Kancsianu verehrt, für den sie jedoch nur freundschaftliche Gefühle hegt. Sie sieht in ihm keinen Mann, zumindest keinen richtigen, und er will ihr das Gegenteil beweisen. Er engagiert während eines gemeinsamen Ausritts Einheimische, die Sylva als Räuber verkleidet überfallen. Boni wollte eigentlich als Held dazwischengehen und Sylva retten, doch geht sein Pferd durch. Stattdessen fällt Sylva dem zufällig vorbeikommenden Rittmeister und Militärattaché Edwin von Weylersheim in die Arme, der mit der orientierungslosen Sylva die Nacht in einer verlassenen Hütte verbringen will. Boni erscheint, da die Hütte nur wenige Meter vom Hotel entfernt liegt. Er und Edwin sind befreundet, doch verrät Boni ihm nicht Sylvas Namen, ahnt er doch, dass er danach keine Chance mehr auf ihre Liebe hätte.
Edwin kommt dennoch hinter die Identität Sylvas. Er gesteht ihr seine Liebe, muss jedoch als Militärattaché kurze Zeit später in militärischer Aktion abziehen. Er verspricht, sie nach seiner Rückkehr zu heiraten. Eine geplante Australientournée will Sylva nun eventuell doch nicht antreten. Inzwischen haben Edwins hochherrschaftliche Eltern von der geplanten Verbindung ihres Sohnes mit einer „Tingeltangelfrau“ erfahren und sind entsetzt, zumal Edwin eigentlich die studierte Ärztin Stasi Planitz heiraten sollte. Vater Leopold begibt sich zu Edwin und lernt dort Sylva und Boni kennen, die nach einem Missverständnis vorgeben, miteinander verheiratet zu sein – Sylva bleibt inkognito. Sylva erfährt so von der Ablehnung der Eltern und der geplanten Verlobung Edwins mit Stasi. Sie will nun doch nach Australien gehen.
Ihr Abschiedskonzert findet im selben Hotel statt wie die Verlobungsfeier von Stasi und Edwin. Leopold lädt arglos auch Sylva und Boni zur Feier ein. Während der Feier kommen Stasi und Boni zusammen, und auch Sylva und Edwin versöhnen sich nach anfänglichen Spannungen. Während Stasi und Boni verkleidet aus dem Hotel zum Flughafen fliehen, gibt Sylva ihr Inkognito auf. Die Eltern reagieren entsetzt, und Sylva gibt auf, da die Eltern immer zwischen ihr und Edwin stehen werden. Nach der letzten Vorstellung eilt sie zum Flughafen. Auch Edwin kommt nach und gesteht ihr erneut seine Liebe. Als beide gemeinsam fliehen wollen, kommt Sylvas Freund Feri von Kerekes zum Flughafen und überbringt die Nachricht, dass die Eltern der Hochzeit zwischen Sylva und Edwin zugestimmt haben: Edwins Mutter Mathilde war früher selbst eine bekannte Chansonnière, die Feri einst für Leopold sitzen ließ.

## Produktion
Die Csardasfürstin beruht auf der gleichnamigen Operette von Emmerich Kálmán. Im Film sind zahlreiche bekannte Melodien der Operette zu hören, die unter anderem von Marika Rökk, Johannes Heesters und Walter Müller gesungen werden, darunter Ganz ohne Weiber geht die Chose nicht, Machen wir’s den Schwalben nach und Tanzen möcht’ ich, jauchzen möcht’ ich.
Der Film wurde in den Filmstudios Bendestorf produziert. Die Außenaufnahmen entstanden in Taormina, Rom und Paris. Die Csardasfürstin erlebte am 20. Dezember 1951 im Turm-Palast in Frankfurt am Main seine Premiere. Georg Jacoby hatte die Operette zuvor bereits 1934 verfilmt. Die Version 1951 wurde von der Kritik als Neuverfilmung aufgenommen.

## Kritik
Die zeitgenössische Kritik befand: „Man kann nicht behaupten, daß dieser Film irgendwelche künstlerischen Ambitionen besitzt – er will nichts weiter als prächtig beschwingt unterhalten. Und das tut er in solchem Maße, daß sich das Publikum nicht nur wegen der Feiertage an den Kassen drängt.“ Für den Spiegel war Die Csardasfürstin ein „Atelierausflug ins agfacolorierte Ungarland“.
Das Lexikon des internationalen Films schrieb, dass die „flotte[n] Melodien für das platt ‚modernisierte‘ Buch halbwegs entschädigen“.
Cinema befand, die Verfilmung von 1934 wirkte „viel unbefangener und glamouröser“. Fazit: „Der Schwung ist hin: schwaches Remake“.